# اورتااوا (مرزیفون)
اورتااوا (به ترکی استانبولی: Ortaova) یک منطقهٔ مسکونی در ترکیه است که در مرزیفون واقع شده‌است.